# John Shoffner
John Paul Shoffner (Fairbanks, 25 luglio 1955) è un imprenditore, pilota automobilistico ed ex astronauta statunitense. Nel maggio 2021 ha acquistato un posto nella Crew Dragon di SpaceX per Axiom Mission 2 il cui lancio è avvenuto il 21 maggio 2023. È stata una missione di 10 giorni a bordo della Stazione spaziale internazionale durante la quale Shoffner ha assunto il ruolo di pilota della Crew Dragon Freedom sotto il comando dell'astronauta Axiom Peggy Whitson. È tornato sulla Terra il 31 maggio 2023 ammarando nell'Oceano atlantico.